# Monty McCutchen
Monty McCutchen (San Angelo, 14 febbraio 1966) è un arbitro di pallacanestro statunitense.
È in attività in NBA dalla stagione 1993-94. Veste la maglia numero 13, e ha arbitrato 1455 partite di regular season e 169 partite dei Playoff incluse 16 NBA Finals.

## Biografia
Ha frequentato la Dublin High School a Dublin, Texas per poi laurearsi con lode, nel 1988, in letteratura inglese alla University of Texas at Arlington. Durante il periodo trascorso al College, Zarba fece parte della locale squadra di basket.

## Carriera
Prima di entrare nella NBA ha arbitrato per 4 anni nella CBA, arbitrando nelle finali del torneo negli ultimi 3 anni di permanenza.
Il 14 dicembre 2017 è nominato vicepresidente della NBA nonché responsabile degli arbitri.